# Arthur Haselrig

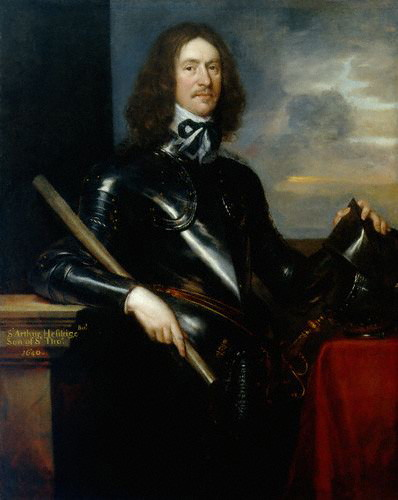
Arthur Haselrig.

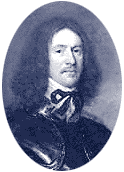
Sir Arthur Haselrig.

Arthur Haselrig (1601 -fallecido el 7 de enero de 1661), Barón de Noseley, miembro del Parlamento de Inglaterra es recordado como uno de los cinco miembros del parlamento a los que el rey Carlos I de Inglaterra intentó arrestar en el año 1642, un acontecimiento que contribuyó a precipitar el estallido de la guerra civil inglesa.
Era el hijo mayor de Sir Thomas Haselrig (escrito de forma alternativa como Hesilrige y Haselrigge), primer barón de Noseley, Leicestershire, descendiente de una antigua familia asentada en Northumberland y Leicestershire y de Frances Gorges, hija de Sir William Gorges, de Alderton, Nortahmptonshire.
Fue educado en los principios del puritanismo, y durante su carrera política mostró una rivalidad personal con William Laud. Representó a Leicestershire en la cámara baja del parlamento inglés (Short Parliament) desde 1640 y por decisión del rey se le intentó arrestar el 3 de enero de 1642, junto a John Hampden, Denzil Holles, John Pym y William Strode. Participó activamente en la Gran Rebelión, reclutando una tropa de caballeros en Essex, participó en la Batalla de Edgehill, marchó hacia el oeste bajo el estandarte de Edmund Waller y fue apodado “fidus Achates”, distinguiéndose como líder de coraceros, los “London lobsters” (langostas de Londres) en la Batalla de Lansdown el 5 de julio de 1643 , en la Batalla de Roundway el 13 de julio, y en la Batalla de Cheriton el 29 de marzo de 1644. Resultó herido en las tres batallas.
Cuando se produjo la ruptura entre militares y parlamentarios, Sir Haselrig apoyó a los primeros, apoyando a Oliver Cromwell en su dipsuta con Edward Montagu, Conde de Mánchester y Robert Devereux, Conde de Essex. Renunció a su comisión parlamentario y pasó a formar parte del Partido Independiente en el parlamento. Desde el 30 de noviembre de 1647 fue nombrado gobernador de Newcastle, que defendió con éxito de los ataques del bando realista, a los que derrotó el 2 de julio de 1648 y recuperando Tynemouth. En octubre acompañó a Cromwell a Escocia, y constituyó un valioso apoyo en la expedición de 1650 contra los escoceses.
Sir Haselrig, aunque aprobó la ejecución del rey Carlos I, declinó actuar como juez en su juicio. Fue uno de los líderes de la Commonwealth, pero tras la expulsión de Cronwell del Parlamento Largo (la cámara alta) y su golpe de Estado como Protector se opuso a él durante el período del Protectorado y se negó a pagar impuestos. Regresó como representante de Leicester al parlamento durante 1654, 1656 y 1659, pero fue excluido. Se negó a aceptar un asiento en la Cámara de los Lores de Cromwell, pero aunque trataron de relegarlo, consiguió acceder a la Cámara de los Comunes en enero de 1658.
A la muerte de Oliver Cromwell, Sir Haselrig, se negó a apoyar a su hijo Richard Cromwell, y de hecho participó en su caída. Se convirtió en uno de los parlamentarios ingleses más influyentes, tratando de mantener una administración parlamentaria republicana para mantener la espada al servicio del magistrado civil y se opuso a los planes de su rival Lambert, al que finalmente consiguió expulsar del parlamento. Necesitado de apoyos, Sir Haselrig recurrió al general George Monck y lo ayudó a asegurar Porstmouth el 3 de diciembre de 1659. Marchó sobre Londres y fue nombrado miembro del consejo de estado el 2 de enero de 1660 y el 11 de febrero participó en una comisión del ejército. Sin embargo, resultó engañado por Monck, al que creía fiel a la causa republicana, aunque cuando se produjo la Restauración consiguió salvar su vida por la intervención de Monck, aunque fue encarcelado en la Torre de Londres.
Edward Hyde, Conde de Clarendon, describe a Sir Haselrig como un hombre absurdo y valiente. Era directo, tozudo, carente de tacto y tenía poco aprecio a su título como hombre de estado, pero su energía en el campo de batalla y en el parlamento lo convirtió en un valioso apoyo para la causa parlamentaria. Fue acusado por John Lilburne de haberse apropiado indebidamente de tierras confiscadas por el parlamento, aunque el comité parlamentario que lo juzgó consideró que la acusación era falsa.
En el ámbito personal Sir Haselrig se casó en primeras nupcias con Frances, hija de Thomas Eles de Lilford, Northamptonshire, de la que tuvo dos hijos y dos hijas. A su muerte se casó con Dorothy, hermana de Robert Greville, Lord Brooke, de la que tuvo tres hijos y cinco hijas. En el año 1907 la familia estaba representada en el parlamento inglés por su descendiente Sir Arthur Grey Haselrig, 13º Barón de Noseley.